# 27739 Kimihiro
27739 Kimihiro è un asteroide della fascia principale. Scoperto nel 1990, presenta un'orbita caratterizzata da un semiasse maggiore pari a 2,3972108 UA e da un'eccentricità di 0,1156505, inclinata di 7,10327° rispetto all'eclittica.